# Agate Rašmane
Agate Rašmane (Dobele, 22 agosto 1997) è una tiratrice a segno lettone.
Ha partecipato ai Giochi di Tokyo 2020, partecipando alle gare di pistola a 10m e 25m.